# Оксалат неодима(III)
Оксалат неодима(III) — неорганическое соединение, 
соль металла неодима и щавелевой кислоты
с формулой Nd2(C2O4)3,
кристаллы,
не растворяется в воде,
образует кристаллогидраты — розовые кристаллы.

## Получение
- Действие на растворимые соли неодима щавелевой кислоты:

{\displaystyle {\mathsf {2Nd(NO_{3})_{3}+3(COOH)_{2}\ {\xrightarrow {}}\ Nd_{2}(C_{2}O_{4})_{3}\downarrow +6HNO_{3}}}}

## Физические свойства
Оксалат неодима(III) образует кристаллы, плохо растворимые в воде.
Образует кристаллогидраты состава Nd2(C2O4)3•n H2O, где n = 6 и 10.
Кристаллогидрат состава Nd2(C2O4)3•6H2O образует кристаллы
моноклинной сингонии,
пространственная группа P 21/c,
параметры ячейки a = 1,11919 нм, b = 0,9612 нм, c = 1,0257 нм, β = 114,42°, Z = 4.

## Химические свойства
- Разлагается при нагревании:

{\displaystyle {\mathsf {Nd_{2}(C_{2}O_{4})_{3}\ {\xrightarrow {600-800^{o}C}}\ Nd_{2}O_{3}+3CO_{2}+3CO}}}
- Спекание с оксидом кремния получают силикат неодима(III):

{\displaystyle {\mathsf {2Nd_{2}(C_{2}O_{4})_{2}+6SiO_{2}+3O_{2}\ {\xrightarrow {1700^{o}C}}\ 2Nd_{2}(SiO_{3})_{3}+12CO_{2}}}}